# 沈信 (韓國歌手)
沈信（：／ Shim Shin，1967年7月29日—），韓國歌手、詞曲作家、演員。於1990年發表抒情歌曲《愛你，甚至你的悲傷》正式出道。隨後，他憑藉《只有你唯一》、《貪心鬼》、《性格差異》、《渴望》等節奏快速的歌曲達到人氣巔峰。然而，由於兩次涉及大麻事件，他的活動一度中斷。2003年，他憑藉演唱KBS週末劇《保鑣》的原聲帶《酷酷的》再次引起關注，並於2007年以抒情歌曲《陰影》重返歌壇。

## 個人經歷

### 出道前：音樂啟蒙，成長及學生時期
在小時候，曾經加入了兒童合唱團。在小學四年級時，加入了學生樂隊，開始第一次接觸到貝斯這類型的樂器，並逐漸對聲樂產生了濃厚的興趣。在進入中學後，他聽到義大利男高音馬利奧·蘭沙演唱的歌曲，因此夢想成為一名歌劇演唱家。隨後，他以主修聲樂為目標，計劃考入首爾藝術高中，但由於家庭的反對，他未能進入藝術高中，而是進了大田商業高中，這也改變了他的音樂方向。
當時在學校的慶典上，沈信看到一位學長的搖滾樂隊表演後，開始對搖滾音樂產生興趣，並加入了一個叫“Burning Stones”的校園樂隊，開始演奏貝斯。逐步積累了舞台經驗後，於1986年，成為六人搖滾樂隊“Foreign Legion”的主唱。他與樂隊成員們在大田、論山、清州等地的夜總會舞台上磨練音樂技能並開始嶄露頭角，但家裡對他從事音樂活動的反對仍然非常強烈。即便如此，沈信依然不放棄對音樂的熱情。
來到首爾後，沈信加入了由金澤煥領導的“偉大的誕生”樂隊，但不到兩個月樂隊就解散了。後來，他在世宗飯店的夜總會演唱時被製作人朴秀昌發掘，並成為“風與雲”樂隊的主唱，逐漸擴展了以明洞為中心的活動範圍。
除了音樂活動外，沈信還被選為“可隆茉莉花”的模特，正式開始模特事業，他迅速在模特界嶄露頭角，與李鐘元、金應奭、沈惠珍、李應慶等人成為模特界的新星。

### 1990年：正式出道與迅速走紅
在服完短期兵役期間，沈信在大田市儒城區的一家夜總會表演時被唱片公司的代表發現，並於1990年10月以流行抒情歌曲《愛你，甚至你的悲傷》正式出道。沈信以其與香港明星周潤發、張國榮和劉德華相媲美的氣質橫空出世。隨著出道曲的熱賣，他迅速成為新星，並與申升勳、尹尚和李承桓等人一起組成了抒情三劍客，華麗地登上了歌壇的舞台。
隨後，沈信憑藉節奏快速的後續曲《只有你唯一》迅速竄紅，成為10代青少年的偶像。這首歌突破了當時普遍的抒情曲風格，滿足了沈信對搖滾音樂的渴望，並讓他展示了自己獨特的魅力。擁有186公分的身高和雕刻般的臉龐，再加上出色的歌唱實力，沈信成為無數女性粉絲關注的焦點。在一次音樂節目中，他戴著深色太陽眼鏡，手握站立麥克風的形象讓人聯想到“搖滾之王”貓王埃爾維斯·普雷斯利，出色的外貌、歌唱實力和壓倒性的舞台魅力，讓他在青少年中引起了狂熱的反應，並在以抒情歌為主流的韓國歌壇掀起了一股新風潮。

### 風靡全國與巔峰榮耀
雖然他在台上展現了硬漢的魅力，但“花美男”的形象卻非常適合他，這種反差正是吸引大眾的關鍵點。當他在台上搖動著長腿，高喊“親愛的”時，全國的少女粉絲都為之瘋狂。他經常穿著的長大衣和太陽眼鏡成為了一種新時尚，並在全國迅速流行開來。特別是他在演唱間奏部分所跳的雙槍舞，讓人聯想到電影《英雄本色》中的周潤發。沈信的時尚、舞蹈、表演和歌曲等一切都成為了潮流的代名詞，並引發了“沈信熱潮”。
《只有你唯一》在當時的流行榜上連續11週獲得冠軍，並且91年夏天成為音樂節目《大家的人氣歌謠》中的霸主，連續8週奪冠，創下了當時新人的最高連續冠軍紀錄，這一紀錄直到1992年才被“徐太志和孩子們”以10週連冠的成績打破。雖然在KBS的《歌謠Top10》節目中，他因被李尚佑和申升勳壓制而只拿到過5次冠軍（其中3次是連冠），未能獲得5週連冠專屬的金杯，但他在當時僅有的兩個音樂節目中，能連續13次獲得冠軍，這已經是非常驚人的紀錄了。如果當時SBS的音樂節目已經開播，沈信的冠軍次數可能會更多。KBS的有線音樂節目直到1995年才首次開播。
隨著《愛你，甚至你的悲傷》和《只有你唯一》連續成為熱門歌曲，沈信在《KBS歌謠大賞》上擊敗同樣來自大田的歌手申升勳，獲得了“新人獎”，並在《 MBC十大歌手歌謠祭 》中獲得了“十大歌王”。儘管他當年在歌壇的受歡迎程度足以讓他贏得年度大賞，但由於是新人，他只能滿足於新人獎和本賞。此外，在當年韓國蓋洛普發表的流行度調查中，他以壓倒性的優勢獲得了第一名。1991年可以說是沈信年，他在韓國歌壇寫下了濃重的一筆。

### 續寫成功與緋聞困擾
延續《只有你唯一》的超人氣，沈信發行了以吉他音色為主的第二張專輯《朋友也做不成》。1992年，他出演了MBC最佳劇場的《熱情時代》，並通過復古風格的搖滾歌曲《貪心鬼》再次受到矚目。這首歌曲的標誌性舞步是與以往的雙槍舞相結合的“一步兩步舞”，他在服裝上也統一選用了黑色，給粉絲們留下了深刻的印象。沈信引領了皮夾克的流行，並且成為了韓國時尚中心明洞的潮流引導者。
《貪心鬼》甚至在電視劇和綜藝節目中頻繁出現，成為了大眾熟知的歌曲。1992年，出演過《愛情是什麼》的知名演員沙美子曾在節目中稱沈信為“哥哥”，並隨著他的音樂唱跳，這充分展示了他的高知名度。之後，搞笑藝人劉世允在MBC的《黃金漁場膝蓋道士》中創造了“貪心鬼嗚呼呼”的流行語，使得這首歌在長時間內被廣泛傳唱。
搖滾音樂在韓國流行音樂界的廣泛受歡迎，自1970年代申重鉉的《美人》、1980年代山嶽林和尹秀日之後，已有十多年沒有出現過。當時，學校門前賣著印有沈信形象的書皮和海報，賣得非常火熱。廣告和電影界看中了這一點，向他發出了無數邀約，他甚至成為了廣告代言人，收到了當時歷史上最高水平的酬勞。
但就在沈信人氣達到巔峰時，他與一位女性歌手的戀愛傳聞被媒體曝光，引發了極大的關注。儘管沈信澄清說“只是同事而已”，但各種謠言依然不斷，這也對他後續發行的歌曲《性格差異》的表現產生了負面影響。雖然他後來發表了《性格差異2》，並成功地進入了音樂節目排行榜的前列，但與歌曲的成功相比，緋聞更為引人注目，使得他的活動陷入困境。之後，沈信發布了《痛苦成為了歌曲》和《未曾想到》等作品，並宣佈暫停活動。

### 音樂復甦與危機重重
1993年，他歷經六個月的努力，推出了第三張專輯《Rock & Roll Is Music Now》。這張專輯是與當時的新晉作曲家朱英勳在美國共同策劃製作的。儘管擔心以往的緋聞會被過度解讀，但憑藉強烈節奏的硬式搖滾歌曲《渴望》，他證明了自己的人氣依然不減。
隨後，沈信組建了“沈信與FF樂隊”，並首次嘗試無伴奏合唱，推出了《我第一次愛過的她》，繼續活躍於音樂界。結束成功的演唱會後，沈信在次年出演了KBS的電視劇《人間的土地》，展現了作為演員的才華，並逐漸擴展了自己的活動範圍。1995年，他在MBC的三一節特輯《歌曲創作》中擔任主演，飾演了人氣歌手韓耀燮，受到了大眾的期待。
然而在1995年2月，沈信因涉嫌多次吸食大麻而被逮捕，這給他的演藝事業帶來了巨大的危機。當時，他的朋友，一位汽車音響公司的代表被逮捕，沈信也在拍攝《歌曲創作》的現場被突然帶走。在接受採訪時，他表示“只是出於好奇心而吸食”，並表達了深深的反省之意。
1996年，沈信與畢業於梨花女子大學、外交官之女李恩慧結婚，婚禮由當時的忠南道知事沈大平主持，熱門女演員全度妍擔任司儀，許多知名演藝界人士參加。婚後，他與妻子移居澳洲，開始了新的生活。在澳洲期間，他在黃金海岸和墨爾本等地與當地音樂人一起在爵士酒吧表演，拓展了音樂視野。周末，他會和妻子一起去教堂唱聖歌。這段婚姻生活讓他感到非常穩定和滿足，也是他人生中最自由和平靜的時期。
在澳洲度過了兩年多的時間後，沈信於1998年回到韓國。當時，韓國正值金融危機，他結識了未能找到資助的新人組合“Moon Tribe”的成員金英、劉泰鎮和金志勳，並與他們共同發表了第四張專輯《De ja-vu》。這張專輯是沈信親自參與製作的，但遺憾的是，因為與經紀公司的衝突，專輯早早地被雪藏。然而，沈信並未放棄，於2001年通過東亞企劃重新發行了第五張專輯《自由人》，並重新錄製了上一張專輯的所有歌曲。然而，沈信再次因為大麻事件被捕，面臨困境。

### 重拾事業與持續創新
2003年，KBS2TV 週末劇《保鑣》大獲成功，他演唱的主題曲<酷酷的> 也因此獲得了極大的人氣，為他的東山再起鋪平了道路。之後，他前往美國西雅圖學習爵士音樂。
2007年，隨著韓國放寬了對他的禁播限制，他發表了抒情歌曲《陰影》。儘管這首歌未能登上音樂排行榜，但卻成為男性的熱門KTV曲目，並鞏固了他獨特的音樂風格。2009年，沈信發表了歌曲《我的愛，英順》，該曲作為tvN人氣劇集《沒禮貌的英愛小姐》的原聲帶，獲得了廣泛的關注。透過演出，他持續與粉絲保持互動，並於2011年4月推出了充滿他特有的哀傷和沙啞嗓音的抒情歌曲《痛苦》。
2013年，沈信的第三張專輯中的歌曲《我第一次愛過的她》被翻唱並出現在電影《米娜文具店》中，這讓沈信再次被大眾記住。最近有消息稱，他有意進軍中國，這讓粉絲們對他的未來充滿期待。從一位頂尖的偶像明星到真正的歌手，沈信一直在不斷挑戰自我，讓人期待他未來將帶來的更多音樂作品。
目前，沈信的女兒BELLE是女子團體KISS OF LIFE的成員，該團體於2024年7月9日在SBS的音樂節目《The Show》上獲得了出道後的第一個一位。父女倆在音樂節目中都曾奪冠，這也是一個罕見的紀錄。

## 音樂作品
沈信 (登記名稱：심신) 在韓國音樂著作權協會登記編號為10000639 （页面存档备份，存于） 

#### 專輯
- 1990年：《愛你，甚至你的悲傷》[16]
- 1991年：《朋友也做不成》[17]
- 1993年：《Rock & Roll Is Music Now》[18]
- 1998年：《De Ja-Vu》
- 2001年：《自由人》

#### 其他單曲
- 2007年：<Body And Soul With You>
- 2009年：<내사랑 영순>
- 2011年：<아프다>、 <ILoveYou>
- 2012年：<Dream In Love>
- 2013年：<Kiss In The Dark>
- 2014年：<처음 그날처럼>
- 2015年：<당신을 아껴주세요>
- 2016年：<Rainy Blue> 、<사랑할게요>
- 2017年：<너의 고민들>
- 2018年：<Shall we dance>

#### 音樂原聲帶
- 2003年：KBS2TV 《保鑣》- <쿨하게>
- 2009年：tvN 《沒禮貌的英愛小姐》- <내사랑 영순>
- 2013年：電影《大姊頭與小屁孩 Happiness for Sale》-  <내가 처음 사랑했던 그녀> [19][20]
- 2018年： SBS 《善良魔女傳》- <Always>[21]

## 影視作品

#### 音樂劇
- 2008年：《줌데렐라》 - 인기가수 역[22]
- 2016年：《芙蓉之愛》 - 허도령 역[23]

## 奬項
- 1991年 KBS歌謠大賞新人賞[24]
- 1991年 MBC十大歌手歌謠祭 十大歌王
- 1991年 第二屆首爾歌謠大賞 新人賞
- 1991年 第六屆金唱片獎新人賞
- 1992年 第三屆 首爾歌謠大賞 優秀賞

### 音樂節目獎項
| 年份   | 日期    | 電視台 | 節目名稱/音樂榜名稱 | 獲獎歌曲   | 排名  | 次數             | 備註                                                           |
| ------ | ------- | ------ | ------------------- | ---------- | ----- | ---------------- | -------------------------------------------------------------- |
| 1991年 | 8月7日  | KBS    | 歌謠 Top 10         | 只有你唯一 | 第1名 | 出道，首個第一   | 雖然獲得五次第一 但並沒有連續五周排名第一 所以沒有獲得金杯獎項 |
| 1991年 | 8月28日 | KBS    | 歌謠 Top 10         | 只有你唯一 | 第1名 | 第二次           | 雖然獲得五次第一 但並沒有連續五周排名第一 所以沒有獲得金杯獎項 |
| 1991年 | 9月4日  | KBS    | 歌謠 Top 10         | 只有你唯一 | 第1名 | 連續二週，第三次 | 雖然獲得五次第一 但並沒有連續五周排名第一 所以沒有獲得金杯獎項 |
| 1991年 | 9月11日 | KBS    | 歌謠 Top 10         | 只有你唯一 | 第1名 | 連續三週，第四次 | 雖然獲得五次第一 但並沒有連續五周排名第一 所以沒有獲得金杯獎項 |
| 1991年 | 9月25日 | KBS    | 歌謠 Top 10         | 只有你唯一 | 第1名 | 第五次           | 雖然獲得五次第一 但並沒有連續五周排名第一 所以沒有獲得金杯獎項 |
| 1991年 | 8月9日  | MBC    | 大家的人氣歌謠      | 只有你唯一 | 第1名 |                  |                                                                |
| 1991年 | 8月16日 | MBC    | 大家的人氣歌謠      | 只有你唯一 | 第1名 | 連續二週         |                                                                |
| 1991年 | 8月23日 | MBC    | 大家的人氣歌謠      | 只有你唯一 | 第1名 | 颱風停播         |                                                                |
| 1991年 | 8月30日 | MBC    | 大家的人氣歌謠      | 只有你唯一 | 第1名 | 連續三週         |                                                                |
| 1991年 | 9月6日  | MBC    | 大家的人氣歌謠      | 只有你唯一 | 第1名 | 連續四週         |                                                                |
| 1991年 | 9月13日 | MBC    | 大家的人氣歌謠      | 只有你唯一 | 第1名 | 連續五週         |                                                                |
| 1991年 | 9月20日 | MBC    | 大家的人氣歌謠      | 只有你唯一 | 第1名 | 連續六週         |                                                                |
| 1991年 | 9月27日 | MBC    | 大家的人氣歌謠      | 只有你唯一 | 第1名 | 連續七週         |                                                                |
| 1991年 | 10月4日 | MBC    | 大家的人氣歌謠      | 只有你唯一 | 第1名 | 連續八週         |                                                                |